# لوئیس سیخس
لوئیس سیخس (اسپانیایی: Luis Ciges‎؛ ‏ ۱۰ مهٔ ۱۹۲۱ – ۱۱ دسامبر ۲۰۰۲) بازیگر اهل اسپانیا بود.
او برادرزادهٔ نویسنده مشهور خوزه مارتینس روئیس و فرزند مانوئل سیخس آپاریسیو، نویسنده‌ای دیگر بود که به عنوان فرماندار غیرنظامی سانتاندر و آبیلا خدمت می‌کرد. مانوئل سیخس آپاریسیو در اوت سال ۱۹۳۶، توسط نظامیان شورشی تیرباران شد. وی ساکن مایورکا بود و مدرک کارشناسی در رشته بازرگانی گرفت. سپس در سال ۱۹۴۱، به دلیل شرایط سختی که خانواده‌اش پس از جنگ داخلی اسپانیا با آن مواجه شده بودند و نیز به‌خاطر اقدامات تلافی‌جویانه رژیم فرانکو، به‌صورت داوطلبانه به لشکر آبی پیوست — جایی که با لوئیس گارسیا برلانگا آشنا شد — و از لهستان و لنینگراد گذر کرد. پس از بازگشت به اسپانیا و گذراندن دو سال تحصیل در رشته پزشکی و همچنین کار به‌عنوان پژوهشگر بورسیه در آزمایشگاه آسایشگاه ضد سل در آبیلا، او در سال ۱۹۵۱ وارد انستیتوی پژوهش‌ها و تجربیات سینمایی شد و مدرک کارگردانی دریافت کرد. او چندین مستند و فیلم کوتاه ساخت تا اینکه از اواخر دهه ۱۹۵۰، به طور کامل به بازیگری روی آورد و این مسیر را تا پایان عمر ادامه داد. پس از آغازهای نسبتاً پراکنده در سینما و ایفای نقش در فیلم‌هایی مانند پلاسیدو (۱۹۶۱) ساخته لوئیس گارسیا برلانگا، از دهه ۱۹۷۰ به بعد فعالیت سینمایی‌اش شدت گرفت و در بیش از ۱۵۰ فیلم حضور یافت.
از فیلم‌هایی که وی در آن نقش داشته‌است، می‌توان به زشت‌ترین زن جهان، همگی به‌سوی زندان، جنگل افسون‌شده، چشمان آبی عروسک شکسته، معجزه پی. تینتو، کندو، ناقوس‌های نیمه‌شب، هزارتوی شور، زنده‌باد عروس و داماد، نجیب و پاکدامن، شاد، اما نه چندان زیاد و قزل‌آلا اشاره کرد.